# Hedgpethia spinosa
Hedgpethia spinosa is een zeespinnensoort uit de familie van de Colossendeidae. De wetenschappelijke naam van de soort is voor het eerst geldig gepubliceerd in 2012 door Takahashi, Kajihara & Mawatari.